# توماس باركر (قاضي)
توماس باركر (بالإنجليزية: Thomas Parker, 1st Earl of Macclesfield)‏  (و. 1666 – 1732 م) هو قاضي، وسياسي من مملكة بريطانيا العظمى، ولد في ستافوردشاير، كان عضوًا في حزب الأحرار البريطاني، كان عضوًا في الجمعية الملكية، توفي عن عمر يناهز 66 عاماً.

## مناصب
تولى منصب السيد المستشار
- عضو مجلس الشعب في برلمان بريطانيا العظمى
- عضو مجلس النواب في البرلمان البريطاني

.

## التعليم
تعلم في كلية الثالوث، كامبريدج
.

## جوائز
حصل على جوائز منها:

زميل في الجمعية الملكية